# Crambidia dusca
Crambidia dusca är en fjärilsart som beskrevs av Barnes och Mcdunnough 1913. Crambidia dusca ingår i släktet Crambidia och familjen björnspinnare. Inga underarter finns listade i Catalogue of Life.